# Sukasari (Tangerang)
Sukasari is een bestuurslaag in het regentschap Tangerang van de provincie Banten, Indonesië. Sukasari telt 21.301 inwoners (volkstelling 2010).